# Soukhoumi (municipalité)
La municipalité de Soukhoumi (en géorgien : სოხუმისმუნიციპალიტეტი, phonétiquement soukhoumis mounitsipalitéti) est un district de l'Abkhazie, république sécessionniste de la Géorgie depuis 1992 et dont l'indépendance est contestée.
L'aviatrice Meri Avidzba est originaire de cette municipalité.